# 무카이히가시정
무카이히가시정(向東町)은 히로시마현 히바군의 옛 정이다. 1970년 4월 1일 오노미치시에 편입합병되고 폐지되었다.